# Krîjanivka, Odesa
Krîjanivka (în ucraineană Крижанівка) este un sat în comunei Fontanka din raionul Odesa, regiunea Odesa, Ucraina.

## Demografie
Componența lingvistică a comunei Krîjanivka
     Ucraineană (71,8%)
     Rusă (27,18%)
     Alte limbi (0,32%)
Conform recensământului din 2001, majoritatea populației comunei Krîjanivka era vorbitoare de ucraineană (71,8%), existând în minoritate și vorbitori de rusă (27,18%).